# 寻梦环游记
是一部2017年的美國3D電腦動畫歌舞奇幻電影，由皮克斯動畫工作室制作、華特迪士尼影業發行。該片由李·安克里奇和阿德里安·莫利納共同執導。故事講述一個名為米高·李維拉的11歲男孩意外穿越到亡靈的世界，他需要尋求自己的已故音樂家曾外祖父的幫助，把他送返現實世界。
電影的概念源於墨西哥節日亡靈節。劇本由李·安克里奇、阿德里安·莫利納、傑森·卡茨和馬修·阿爾德里奇共同編寫。皮克斯在2016年開始發展電影，安克里奇和部分電影工作人員為了靈感而探訪墨西哥。曾為多部皮克斯動動畫電影譜曲的米高·吉亞奇諾則為本片配樂。電影主要配音員包括安東尼·岡薩雷斯、蓋爾·賈西亞·貝納、班傑明·布萊特、芮妮·維克托、安娜·奧費莉亞·穆爾吉亞、阿蘭娜·烏巴赫、傑米·卡米爾、索菲亞·伊斯皮諾薩和愛德華·詹姆斯·奧莫斯。這是有史以來首部以九位數字預算製作，全拉丁裔的演員陣容的電影，耗資預算高達1.75億美元。
《可可夜總會》最初於2017年10月20日在墨西哥莫雷利亞國際電影節舉行首映，下一週在各大墨西哥劇院發行（亡靈節前一週），同時是全國歷史上票房最高的電影。美國於2017年11月22日上映。電影上映後獲得的好評如潮，包括配音團隊、配樂、故事和對墨西哥文化的尊重，令《可可夜總會》獲得了不少榮譽，包括被國家評論協會評選為2017年最佳動畫片，並獲得評論家選擇獎、安妮獎和英國電影學院獎提名最佳動畫片。電影亦獲得奧斯卡最佳動畫片獎、奧斯卡最佳原創歌曲獎、金球獎最佳動畫和提名金球獎最佳原創歌曲。《可可夜總會》中的“可可太婆”（Mama Coco）原型为墨西哥婦人玛丽亚·卡瓦列罗，她于墨西哥时间2022年10月16日过世，享年109岁。
續集《可可夜總會2》預定於2029年上映。

## 劇情
十二岁的米格住在墨西哥圣塞西莉亚一个小村庄，村裡洋溢著慶祝亡灵节的氣氛。米格的曾外曾外祖父（高祖父）为了实现音乐梦想，离乡背井、拋妻棄女，于是曾外祖母（高祖母）伊美黛就禁止李維拉一家（Riveras）后代接触音乐而從事製鞋家業。然而，米格从小就梦想成为一名音乐家，就像他的偶像德拉库斯一样。德拉库斯是以《請記住我》一曲成名的流行歌手和电影明星，但他不幸在1942年的演唱會现场发生意外被鐘給砸死。在亲戚里面，只有米格的曾外祖母可可不反对音乐，所以米格很喜欢她。米格无意发现亡灵节供桌上一张破损的照片有曾外祖母、高祖父母的合影，但是高祖父的脸被撕掉了。不过他察觉高祖父所持有的吉他是音乐家德拉库斯的，便深信高祖父就是吉他之神德拉库斯。大喜过望的米格拿着吉他告訴家人要参加选秀比赛，奶奶得知大发雷霆将吉他夺过来摔烂，米格為此傷心奪門而出。讓奶奶和全家人整夜都在瘋狂地去找他。
為了參加選秀比賽，米高把腦筋動到德拉古司的吉他上，偷偷潜入他的陵墓。拿起吉他轻弹了一下，突然就在现实世界消失、人们都看不到他，除了米格的朋友，一只流落街头的墨西哥無毛犬叫做丹丹（Dante）。在墓地裡，米格遇到他死去的亲人都变成骷髅，他们很惊讶的看着米格，觉得米格的出现和梅尔达不能去现实世界有关，所以他把米格带到「亡灵之地」（Land of the Dead），一个死去的人生活的地方。只有在亡灵节的时候，已故的亲人才能去现实世界和生者团聚。
在亡灵之地，梅尔达、米格和他的亲人发现梅尔达不能去现实世界，是因为在亡灵节供奉的照片中梅尔达的肖像被米格從祭壇上取走並帶在身上。米格必须在日出前离开，否则他会变成骷髅永远待在那里。唯一能回到现实世界的方法，就是要有一片带着亲人祝福的万寿菊花瓣；梅尔达同意让米格回家，但是条件是米格放弃自己的音乐梦想。米格回到陵墓不放棄依舊拿著吉他要去參加比賽，結果又回到亡灵之地，表明拒绝放弃音乐梦想而逃离。随后米格巧遇埃克托，一心想到现实世界中的人。米格声称德拉库斯是他唯一的亲人，埃克托同意帮助他找到德拉库斯，米格就可以继续坚持自己的梦想；交换條件是、米格同意把埃克托的照片放在他家供桌当中，这样他就可以通过连接亡灵之地和现实世界中的桥。
接近德拉库斯的方法是参加音乐比赛，奖品是德拉库斯的宫殿入场券。埃克托要从他的朋友齊恰龍那里借吉他，好让米格参赛。埃克托從齊恰龍口中得知他沒有親戚可以記住他，很快地要在亡灵之地永久消失，齊恰龍要求埃克托陪他最後合唱他喜歡的歌曲來換取吉他作為條件。埃克托與齊恰龍合唱之後，齊恰龍答應把吉他借給埃克托然後跟他擁抱不久然後就消失了，米格發現齊恰龍消失後，他才知道如果亡灵在现实世界中所有人遗忘它的时候就會真正的消失。不過他同意在比賽中用齊恰龍的吉他來改變埃克托的命運。埃克托把米格的脸画成了骷髅的形状，这样他就可以自由行走在城市而不被家人发现。最終他们赢得了音乐比赛。但同时梅尔达靠著她的靈獸南瓜籽（Pepita）也跟蹤著米格。埃克托发现米格可以随时回到现实世界，他要求米格回亲戚那里而发生争论。为此米格离开埃克托和丹丹决心独自潜入德拉库斯的宫殿去找德拉库斯。
在宫殿的米格告诉德拉库斯，他就是其玄孙。德拉库斯欢迎米格的到来，要给他带有祝福的万寿菊花瓣时，埃克托也潜入宫殿透露他曾是著名的歌手和作曲家，是德拉库斯的搭档。宮殿螢幕播放著似曾相識的片段，讓埃克托回想起他去世的那天决定放弃音乐产业与家人在一起，可是德拉库斯卻愤而毒殺埃克托還偷走他的歌曲和吉他藉此成名。德拉库斯把埃克托的照片收进上衣口袋，並派人把埃克托和米格推進一个巨大的洞穴湖泊中。
在洞穴裡，米格意识到家人的目的并希望与他们和解；埃克托則道出他想过桥的主要原因是再次看到女儿可可，米格終於知道埃克托其實就是他真正的高祖父與偶像。他從埃克托口中得知唯一还记得埃克托的健在者可可的记忆力正在衰退，埃克托开始逐渐消失，如果埃克托在太阳升起時仍無法讓可可記得他，他就会永远消失。在丹丹的帮助下，梅尔达驾着南瓜籽发现米格、和埃克托重逢；且丹丹因幫助米格他們脫困也變成了靈獸。米格说服梅尔达和她的家人来帮助他从德拉库斯身上抢到埃克托的照片，然後把所有的真相全部都說出來。伊美黛與她的家人獲得真相後決定幫助米格從德拉库斯手上奪回埃克托的照片，在米格一夥人成功闖入德拉库斯的演唱會，伊美黛試圖拿回埃克托的照片卻陰錯陽差在德拉古司的舞台上演唱可是卻失败了。現場轉播中憤怒的德拉古司把米哥從高處丟下(此場面也間接讓觀眾親眼目睹了德拉古司的惡劣本性)，所幸南瓜籽救回米高，不过埃克托的照片卻掉进洞穴湖里。不知早已被米高的祖先們，合力將自身惡行公诸于世的德拉库斯重返舞台時被粉丝給唾弃，南瓜籽發威將德拉古司踹去撞宮殿的大鐘，德拉古司如生前般再次被大鐘砸在他身上令現場歡聲雷動。
但是太阳缓缓升起，埃克托开始慢慢消失。埃克托要求米格讓他的女兒可可永远都不会忘记他，米格向埃克托承诺要让可可永远会記得他。然后梅尔达送米格回圣塞西莉亚。回到现实世界后，米格拿起原属埃克托的吉他跑回家让迟钝的曾祖母可可回忆起埃克托然後含泪弹唱歌曲《勿忘我》。这是埃克托曾深情献给他的女儿可可的歌曲，觸發可可的記憶而跟着唱起來，可可從抽屜取出一個信封袋，裡面内有合照中埃克托缺失的脸那一角，她和米格分享她对爸爸埃克托的一些回忆，讓一家大團圓和解。
一年之后的亡灵节，米高向家族新成員小妹介绍先人，当中也有已故的曾祖母可可。由於可可保存家書有德拉古司偷走埃克托作品的關鍵證據，德拉古司受到世人貼上忘記你（Forget you）的牌子鄙棄，而埃克托獲得平反。在亡灵之地的埃克托和她的女儿可可一家通过菊瓣桥和亲人团聚，米高為在世及已逝親人彈唱，丹丹和貓咪型態的南瓜籽都是米哥家庭的一分子，故事完美結束。

## 角色

### 介绍
米高（Miguel）
本作主角，一個愛音樂的男孩，就像他祖太公(高祖父)(曾外曾外祖父)一樣。
海特（Héctor）
本作另一位主角，也是米高真正的曾外曾外祖父和真正的偶像，牙齒帶有一顆金牙，且下巴帶有山羊鬍，可可的父親，生前與德拉古司為搭檔，最終被德拉古司下毒殺死，死後由於德拉古司宣稱其被香腸噎死而飽受其他亡靈和世人們的恥笑（甚至連自己也深信自己死於晚餐的毒香腸），且還被冠上喬利佐這個綽號。因渴望見到女兒可可而求米高幫助自己。
恩尼托·德拉古司（Ernesto de la Cruz）
本作反派，盜竊海特的音樂並下毒害死海特，藉機使自己成名（其實德拉古司在逍遙法外，他理應為一名囚犯。），米高曾誤認其為其中一名高祖父，是米高的前偶像，最後被米高和其亡靈親戚及祖先們揭發了他的惡行，再次被大鐘壓死，並且遭到遺忘。
伊美黛高祖母（Mamá Imelda）
海特之妻，可可的母親，米高的曾外曾外祖母，也是整個家族的實際領導人，有著天生的好歌喉，但因為與海特理念不合導致她由愛生恨，獨自撫養可可並以做鞋子為其家族事業，並不准任何後代提及海特，更因此痛恨音樂，但內心仍十分愛著海特，最後與海特和解。
艾蓮娜奶奶（Abuelita/Mamá Eléna）
可可女兒，米高的奶奶，受到祖訓的影響，因而痛恨音樂，卻為此導致跟米高發生爭執，最後終於釋懷跟米高和解。
可可曾外祖母（Mamá Coco）
伊美黛、海特之女，老年癡呆，為電影中重要角色，一切故事皆與其相關，最後終於回想到自己的父親，並於享嵩壽的100歲過世的一年後，於他界跟父母重逢。
齊恰龍（Chicharrón）
帶著牛仔帽的老人，海特的老朋友。最後因被遺忘而消失。
胡立歐曾外祖父（Papá Julio）
帶有八字鬍並帶著牛仔帽的老爺爺，會做靴子。
薇多莉亞姨婆（Tía Victoria）
帶著眼鏡，擅長做低跟涼鞋。
奧斯卡與菲利培太祖舅公（Tíos Oscar and Felipe）
雙胞胎兄弟，拆下手臂能當現成的雙截棍。

### 配音员
| 配音                                                | 配音                                    | 配音                                                                          | 配音 | 配音                             | 角色                                        |
| 美國                                                | 墨西哥                                  | 台灣                                                                          | 香港 | 中國大陸                         | 角色                                        |
| --------------------------------------------------- | --------------------------------------- | ----------------------------------------------------------------------------- | --- | -------------------------------- | ------------------------------------------- |
| 安湯尼·岡薩雷斯                                     | 路易斯·安傑利·戈梅茲·加拉米洛           | 陳俊穎 陳律寬（唱）                                                           | 陳健御 廖喆民（唱）                                                                                      | 劉奕中 洪偉嘉（唱）              | 米高（Miguel）                              |
| 蓋爾·賈西亞·貝納                                    | 蓋爾·賈西亞·貝納                        | 蕭敬騰                                                                        | 許志安                                                                                                   | 张震 彭博（唱）                  | 海特（Héctor）                              |
| 本杰明·布拉特 安東尼奧·索爾（唱）                   | 馬可·安東尼奧·索利斯                    | 林谷珍 謝文德（唱）                                                           | 鄧建明                                                                                                   | 图特哈蒙 刘世超（唱）            | 恩尼托·德拉古司（Ernesto de la Cruz）       |
| 艾拉娜·烏巴赫                                       | 安潔莉卡·華爾                           | 崔幗夫                                                                        | 邵美君                                                                                                   | 李世榮                           | 伊美黛祖太婆（Mamá Imelda）                 |
| 蕾妮·維克特                                         | 安潔莉卡·瑪莉亞                         | 王華怡                                                                        | 譚錦萌                                                                                                   | 伍鳳春                           | 艾蓮娜（Abuelita）                          |
| 安娜·奧費莉亞·穆爾吉亞 利伯塔德·加西亞·豐齊（幼年） | 艾莉娜·波尼亞沃斯卡 洛奇歐·蓋瑞（幼年） | 李娟 曾诗淳（幼年）                                                           | 謝月美 郭嘉碧（唱） 梁綺庭（幼年）                                                                       | 伍鳳春 李琪（唱） 赵宇熙（幼年） | 可可太婆（Mamá ）                           |
| 爱德华·詹姆斯·奥莫斯                                | 維克特·圖吉洛                           | 林谷珍                                                                        | 黃文偉                                                                                                   | 劉琮                             | 齊恰龍（Chicharrón）                        |
| 阿方索·阿羅                                         | 阿方索·阿羅                             | 孫中台                                                                        | 李忠強                                                                                                   | 高增志                           | 胡立歐太公（Papá Julio）                    |
| 瑟蕾妮·露娜                                         | 西西莉亞·舒伯茲                         | 李直平                                                                        | 馬慧琪                                                                                                   | 常蓉珊                           | 蘿西塔太婆（Tía Rosita）                    |
| 戴娜·奧泰利                                         | 安娜·迪·拉·雷古拉                       | 杜素真                                                                        | 鄭佩嘉                                                                                                   | 张欣宇                           | 薇多莉亞姨婆（Tía Victoria）                |
| 赫伯特·錫格薩                                       | 海特·伯尼拉                             | 陳宗岳                                                                        | 蔡忠衛                                                                                                   | 林強                             | 奧斯卡與菲利培舅公（Tíos Oscar and Felipe） |
| 傑米·卡密                                           | 凱撒爾·寇斯塔                           | 王辰驊                                                                        | 關信培                                                                                                   | 凌云                             | 亨利克爸爸（Papá Enrique）                  |
| 蘇菲亞·埃斯皮諾薩                                   | 蘇菲亞·埃斯皮諾薩                       | 龍顯蕙                                                                        | 潘麗芳                                                                                                   | 小连杀                           | 路易莎媽媽（Mamá Luisa）                    |
| 路易斯·華德茲                                       |                                         | 馬伯強                                                                        | 李家輝                                                                                                   | 李铫                             | 巴特叔叔（Tío Berto）                       |
| 路易斯·華德茲                                       |                                         | 夏治世                                                                        | 黃文偉                                                                                                   | 郝祥海                           | 伊達戈（Don Hidalgo）                       |
| 朗巴爾多·博雅                                       | 傑米·洛佩茲                             | 夏治世                                                                        | 李建良                                                                                                   | 李铫                             | 墨西哥街頭樂隊（Plaza Mariachi）            |
| 朗巴爾多·博雅                                       | 艾利克斯·羅拉                           | 夏治世                                                                        | 陳振聲                                                                                                   | 李铫                             | 古斯塔夫（Gustavo）                         |
| 奧克塔維奧·索利斯                                   | 特里諾·卡瑪奇歐                         | 陳旭昇                                                                        | 陳振聲                                                                                                   | 郝祥海                           | 入境官員（Arrival Agent）                   |
| 加布里埃爾·伊格萊西亞斯                             | 安德里斯·布斯特曼特                     | 周寧                                                                          | 龍天生                                                                                                   | 林强                             | 主管職員（Clerk）                           |
| 切奇·马林                                           | 占威爾·洛佩茲                           | 陳旭昇                                                                        | 李家輝                                                                                                   |                                  | 監獄官（Corrections Officer）               |
| 卡拉·梅迪納                                         | 卡拉·梅迪納                             | 陳季霞                                                                        | 葉嘉敏                                                                                                   | 小連殺                           | 出境官員（Departure Agent）                 |
| 布蘭卡·阿拉切利                                     | 芙南達·塔皮亞                           | 杜素真                                                                        | 郭碧珍                                                                                                   | 伍凤春                           | 主持人（Emcee）                             |
| 娜塔莉亞·庫多瓦-巴克利                              | 奧菲莉亞·梅迪納                         | 鄭仁麗                                                                        | 蘇青鳳                                                                                                   | 常蓉珊                           | 芙烈達·卡蘿（Frida Kahlo）                  |
| 沙瓦多·雷斯                                         | 沙瓦多·雷斯                             | 陳旭昇                                                                        | 李建良                                                                                                   | 藤新                             | 警衛（Security Guard）                      |
|                                                     |                                         | 李勇 孫若薇 黃秀偵 賴緯 姜先誠 陳貞伃 劉安 羅添洲 高嘉鎂 張至超 蔡永淳 蕭蔓萱 | 陳安瑩 賈澤麟 莊巧兒 賴芸芬 黎景全 陳旭恆 黃樂維 梁偉基 梁朗賢 陳彥廷 梁成德 郭嘉碧 陳希敏 謝劭程 李楚翹 | 阎么么 马小骥 张云明 刘芊含      |                                             |

## 製作
在2012年4月，皮克斯宣佈製作一部有關墨西哥亡靈節的電影。
但其後再沒有有關該電影的消息，直到2015年8月，在迪士尼D23博覽會上正式宣佈，該有關亡靈節的電影命名為《Coco》，並由《玩具總動員3》導演李·安克里奇執導，及公開有關電影的內容。
2016年4月，導演李·安克里奇透過社群網路推特宣佈《Coco》正式開始製作。

## 音乐
《寻梦环游记》的音乐原声由迈克·吉亚奇诺编曲；由罗伯特·洛佩兹、克里斯汀·安德生-洛佩兹以及哲曼尼·法兰克、 阿德里安·莫利纳等人作词。电影的主题曲（Remember Me）由罗伯特·洛佩兹和克里斯汀·安德生-洛佩兹夫妇完成，这是他们继《冰雪奇缘》的《Let It Go》后再次为迪士尼动画电影制作曲目。电影的原声音乐录制工作于2017年8月14日开始；原声大碟在2017年11月10日发售。
主題曲《請記住我》分别由萧敬腾（台湾）、毛不易（中国大陆）、許志安（香港）演唱。
| 版本                                                               | 版本                                      | 版本                                 | 版本                                 |
| 美国                                                               | 香港                                      | 臺灣                                 | 中国                                 |
| ------------------------------------------------------------------ | ----------------------------------------- | ------------------------------------ | ------------------------------------ |
| Remember Me (Ernesto de la Cruz) 演唱：班傑明·布拉特               | Remember Me (安尼斯圖曲臣) 演唱：鄧建明   | 勿忘我 (恩尼托德拉古司) 演唱：謝文德 | 请记住我 (歌神德拉库斯) 演唱：刘世超 |
| Much Needed Advice 演唱：安東尼奧·索爾                             | 重要意見 演唱：鄧建明                     | ? 演唱：謝文德                       | 急需建議 演唱：刘世超                |
| Everyone Knows Juanita 演唱：蓋爾·賈西亞·貝納                      | 傳說有個她 演唱：許志安                   | 華妮塔之歌 演唱：蕭敬騰              | 谁都知道胡安妮塔 演唱：彭博          |
| Un Poco Loco 演唱：安湯尼·岡薩雷斯 蓋爾·賈西亞·貝納                | 唱到有點瘋了 演唱：廖喆民 許志安          | 為你瘋狂 演唱：陳律寬 蕭敬騰         | 有点疯狂 演唱：洪偉嘉 彭博           |
| La Llorona (Acappella) 演唱：艾拉娜·烏巴赫                         | 使用原音                                  | 使用原音                             | 使用原音                             |
| The World Es Mi Familia 演唱：安湯尼·岡薩雷斯 安東尼奧·索爾        | 世界之歌 演唱：廖喆民 鄧建明              | 有音樂就是家 演唱：陳律寬 謝文德     | 这世界是个大家庭 演唱：洪偉嘉 刘世超 |
| Remember Me (Lullaby) 演唱：蓋爾·賈西亞·貝納 利伯塔德·加西亞·豐齊  | Remember Me (Lullaby) 演唱：許志安 梁綺庭 | 勿忘我 (Lullaby) 演唱：蕭敬騰 曾詩淳 | 请记住我 (Lullaby) 演唱：彭博 赵宇熙 |
| 哭泣女 演唱：艾拉娜·烏巴赫 安東尼奧·索爾                           | 使用原音                                  | 使用原音                             | 使用原音                             |
| Remember Me (Reunion) 演唱：安湯尼·岡薩雷斯 安娜·奧費莉亞·穆爾吉亞 | Remember Me (Reunion) 演唱：廖喆民 郭嘉碧 | 勿忘我 (Reunion) 演唱：陳律寬 李娟   | 请记住我 (Reunion) 演唱：洪偉嘉 李琪 |
| Proud Corazón 演唱：安湯尼·岡薩雷斯                                | 家中有一愛 演唱：廖喆民                   | 讓音樂在心中 演唱：陳律寬            | 爱的音效 演唱：洪偉嘉                |
| Remember Me (End Credits version) 演唱：馬吉爾                     | Remember Me (粵語版主題曲) 演唱：許志安   | 請記住我 (中文主題曲) 演唱：蕭敬騰   | 请记住我 (中文主题曲) 演唱：毛不易   |

## 發行
如同《大英雄天團》在有文化元素關聯的日本舉行世界首映，《可可夜總會》也最先於2017年10月27日在墨西哥上映，美國則是2017年11月22日。

## 反響

### 評價
《可可夜總會》獲得的佳評如潮，在爛番茄上，根據357條評論，获得97%的新鮮度，平均得分為8.3／10，該網站影評家共識為「《可可夜總會》豐富的視覺享受與深思熟慮的敘事相匹配，以一種適合家庭的方式，並且具有深刻的影響力，來解決文化、家庭、生命和死亡的問題。」。在Metacritic上，根据48篇评论獲得了81分，代表「普遍讚譽」和獲得「必看佳作（Must-See）」標籤。
2020年12月，《時代雜誌》列出50部在串流媒體撥放適合闔家觀賞的電影（英語：Family Movies）佳片，本片榜上有名。2022年，《IndieWire》列出21世紀最佳41部動畫電影名冊裡，本片排名第32名。漫畫書資源網的馬迪辛•艾斯皮諾札（Madisyn Espinoza）於2022年8月評選「10部成年後會更感傷的迪士尼動畫電影」，《可可夜總會》因為呈現個人夢想與家族期待的議題，位居該名冊第9名。爛番茄在2022年10月整理的46部最佳兒童萬聖節電影中，本片排名第1名。2023年8月，爛番茄整理出「2010年代最佳50部動畫電影排行榜」，《寻梦环游记》名列該榜單的第3名。

### 票房
北美方面，首映週末票房收入為5080萬美元，位居第47週票房冠軍。
中国大陆方面，首周3天的票房突破1亿人民币，为1.18亿人民币，位列《正义联盟》之后为当周票房亚军；但在当周的周日，《寻梦环游记》的单日票房超过了《正义联盟》。而在上映3周后，电影在中国大陆票房突破10亿人民币，这是皮克斯的首部票房超过10亿人民币的电影，也是迪士尼继《疯狂动物城》之后第二部票房突破10亿的动画电影。电影最终累计票房121,236万元，成为中国仅次于《疯狂动物城》排名第二高的进口动画电影。
台灣方面，首週三天票房為新台幣1944萬元；次週票房累計至新台幣5175萬元；第三週票房累計至新台幣8128萬元；第四週票房累計至新台幣1.01億元；第五週票房累計至新台幣1.14億元；第六週票房累計至新台幣1.22億元；最終全台票房為新台幣1.35億元。
| 上一届： 《正義聯盟》             | 2017年美國週末票房冠軍 第47-49週     | 下一届： 《STAR WARS：最後的絕地武士》 |
| 上一届： 《正义联盟》             | 2017年中国内地一周票房冠军 第49-50週 | 下一届： 《芳華》                      |
| 上一届： 《逃出魔幻紀：叢林挑機》 | 2018年香港週末票房冠軍 第1週         | 下一届： 《與神同行》                  |
| 上一届： 《與神同行》             | 2018年香港週末票房冠軍 第3週         | 下一届： 《移動迷宮：死亡解藥》        |

## 榮譽
《可可夜總會》獲得了各種獎項和提名，其中最佳動畫片和最佳原創歌曲獲得了最多獎項與提名。電影被國家評論協會評選為2017年最佳動畫片。《可可夜總會》在第75屆金球獎獲得兩項提名，並成功奪下最佳動畫片獎。此外，它還獲得了評論家選擇電影獎最佳動畫片和最佳原創歌曲。電影在第45屆安妮獎中更獲得了13項提名，包括最佳動畫片獎、傑出動畫片導演獎、傑出動畫片編劇和岡薩雷斯的傑出動畫片配音獎等個人成就獎項。

## 續集
2025年3月20日，迪士尼宣布製作《可可夜總會2》，李·安克里奇和阿德里安·莫利納回歸執導，預定於2029年上映。